# Lepanthes ligulata
Lepanthes ligulata là một loài thực vật có hoa trong họ Lan. Loài này được Luer & Hirtz mô tả khoa học đầu tiên năm 1992.